# Stanley J. Zappa
Stanley Jason Zappa (* um 1975 in Kalifornien) ist ein US-amerikanischer Jazzmusiker (Tenor- und Sopransaxophon, Altklarinette, Komposition).

## Leben und Wirken
Stanley Jason Zappa, ein Neffe des Musikers Frank Zappa (1940–1993), hatte als Jugendlicher zunächst Gitarrenunterricht und wuchs in New Jersey auf. Anfangs spielte er in einer Rockband; in der High School wechselte er zum akustischen Bass und spielte schließlich im Symphonieorchester „Region 1“ im Norden von New Jersey. Es folgte die Hinwendung zu den Holzblasinstrumenten; er besuchte dann das Bennington College, an dem er Unterricht bei Bill Dixon und Milford Graves hatte.
In den Jahren nach dem Abschluss seines Studiums folgten Kooperationen Zappas mit Rashid Bakr, Marco Eneidi, John Blum, Nick Skrowaczewski und Laurence Cook. Mit Mark Leonard und Nick Skrowaczewski nahm Zappa Anfang der 2000er-Jahre das Trioalbum Visions auf; es folgten mehrere Alben, u. a. mit der belgischen Formation The Wrong Object (Live at Zappanale 2008) und das Soloalbum  Sing-Song Songs (2015). Im Trio mit Skrowaczewski und Catherine Sikora war er 2014 auf Tournee. Auf dem finnischen Label WeJazz legte er 2020 das Album Muster Point vor, mit freien Improvisationen, begleitet von zwei finnischen Musikern, dem Drummer und Perkussionisten Simo Laihonen und dem Bassisten Ville Rauhala. Er lebt gegenwärtig in Oliver, British Columbia.